# Rockin' Roll Baby (single)
"Rockin' Roll Baby" is een nummer geschreven door Linda Creed en Thom Bell en uitgevoerd door The Stylistics. Het bereikte nummer 3 in de Amerikaanse R&B-hitlijst, nummer 6 in de UK Singles Chart, nummer 14 in de Amerikaanse pophitlijst, nummer 44 in de Amerikaanse adult contemporary-hitlijst en nummer 57 in de Canadese pophitlijst in 1974. Het was de titelsong van hun gelijknamige album uit 1973.
Het nummer werd gearrangeerd en geproduceerd door Thom Bell. De leadzang wordt verzorgd door Russell Thompkins Jr.
Het nummer stond op nummer 96 in de Billboard-top 100 singles van 1974 van het tijdschrift Billboard.